# Mycetophilidae
Los micetofílidos (Mycetophilidae) son una familia de mosquitos pequeños, que representan la mayoría de las especies conocidas como mosquitos del mantillo. Más de cuatro mil quinientas especies descritas se ubican en doscientos treinta tres géneros, pero la verdadera cantidad de especies es indudablemente más alta. Generalmente se encuentran en los hábitats húmedos favorecidos por sus hongos hospedadores y algunas veces forman densos enjambres.
Los adultos de esta familia miden 2.2-13.5 mm, generalmente pueden diferenciarse de otros mosquitos pequeños por el tórax fuertemente jorobado, las coxas bien desarrolladas y, a menudo, las patas espinosas, pero la identificación de géneros y especies dentro de la familia generalmente requiere un estudio detallado de las características microscópicas como sutiles diferencias en la venación de las alas y la variación en la quetotaxia y los genitales. Las larvas terrestres generalmente se alimentan de hongos, especialmente de los cuerpos fructíferos, pero también de esporas e hifas, aunque algunas especies se han identificado en musgos y hepáticas. Las larvas de algunas especies, aunque todavía se asocian con hongos, son al menos, en parte, depredadoras.

## Bioluminiscencia
Alrededor de una docena de especies de micetofílidos son únicas entre los mosquitos porque muestran bioluminiscencia. En algunas especies, esto se restringe a la etapa larval, pero en otras, esta característica es retenida por las pupas y los adultos. La capacidad de producir su propia luz puede ser utilizada por algunas larvas depredadoras como un señuelo para presas potenciales, aunque obviamente también las hace más susceptibles a la depredación o al parasitismo. Estos no son micetofílidos stricto sensu, sino que pertenecen a la familia Keroplatidae.

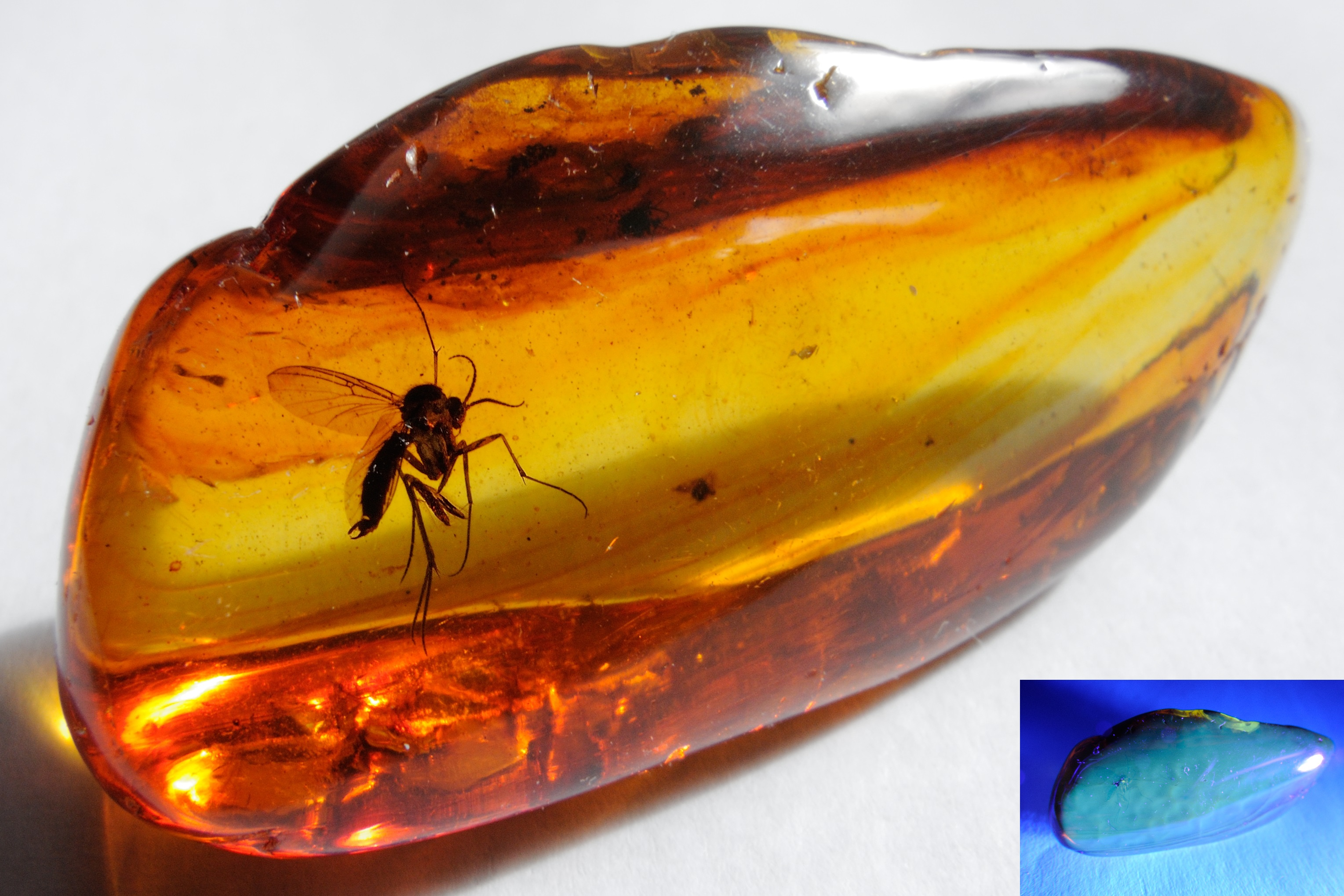
Fósil del Eoceno en ámbar del Báltico

## Registros fósiles
Los micetofílidos, incluidos algunos géneros existentes, están bien conservados en depósitos de ámbar y el grupo parece haber estado bien establecido y diversificado a más tardar en el período Cretácico.

## Taxonomía

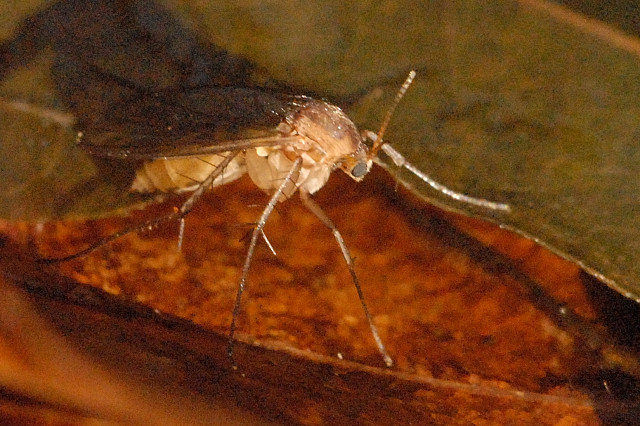
Mycetophila fungorum

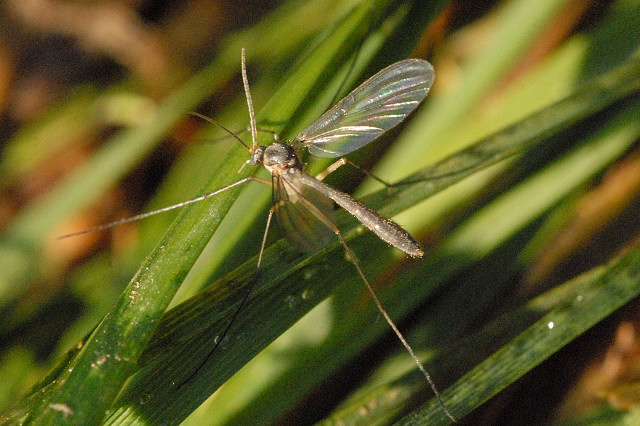
Neoempheria pictipennis

Unas ochocientas especies (incluidas algunas de las especies bioluminiscentes) fueron divididas en una familia separada por Tuomikoski en 1966, Keroplatidae. Esta división aún no es universalmente reconocida, y muchas fuentes aún incluyen los géneros de Keroplatidae dentro de los Mycetophilidae. Otras familias recientes, incluidas aquí en Mycetophilidae, ya que no son reconocidas por todos los investigadores, son Ditomyiidae, Lygistorrhinidae, Diadocidiidae y Rangomaramidae. Mycetophilidae lato sensu, contiene aproximadamente 330 géneros descritos. Estos incluyen:
- Acadia
- Acnemia
- Acomoptera
- Acomopterella
- Acrodicrania
- Adicroneura
- Aglaomyia
- Allactoneura
- Allocotocera
- Allodia
- Allodiopsis
- Anaclileia
- Anatella
- Aneura Marshall
- Anomalomyia
- Apolephthisa
- Arachnocampa
- Asindulum
- Aspidionia
- Ateleia
- Austrosciophila
- Austrosynapha
- Azana
- Baeopterogyna
- Boletina
- Brachypeza
- Brevicornu
- Caladonileia
- Cawthronia
- Cerotelion
- Clastobasis
- Coelophthinia
- Coelosia
- Cordyla
- Creagdhubhia
- Cycloneura
- Diadocidia
- Ditomyia
- Docosia
- Drepanocercus
- Dynatosoma
- Dziedzickia
- Ectrepesthoneura
- Epicypta
- Euceroplatus
- Eudicrana
- Exechia
- Exechiopsis
- Fenderomyia
- Garrettella
- Gnoriste
- Gracilileia
- Greenomyia
- Grzegorzekia
- Hadroneura
- Hesperodes
- Heteropterna
- Impleta
- Indoleia
- Keroplatus
- Leia
- Leptomorphus
- Loicia
- Lygistorrhina
- Macrobrachius
- Macrocera
- Macrorrhyncha
- Manota
- Megalopelma
- Megophthalmidia
- Micromacrocera
- Monoclona
- Morganiella
- Mycetophila
- Mycomya
- Myrosia
- Neoallocotocera
- Neoaphelomera
- Neoclastobasis
- Neoempheria
- Neotrizygia
- Neuratelia
- Notolopha
- Novakia
- Orfelia
- Palaeodocosia
- Paleoplatyura
- Paracycloneura
- Paraleia
- Paramorganiella
- Paratinia
- Paratrizygia
- Parvicellula
- Phoenikiella
- Phronia
- Phthinia
- Platurocypta
- Platyura
- Polylepta
- Pseudalysiina
- Pseudexechia
- Pseudobrachypeza
- Pseudorymosia
- Rondaniella
- Rymosia
- Saigusaia
- Sceptonia
- Sciophila
- Sigmoleia
- Speolepta
- Stenophragma
- Sticholeia
- Stigmatomeria
- Symmerus
- Synapha
- Synplasta
- Syntemna
- Tarnania
- Tasmanina
- Taxicnemis
- Tetragoneura
- Trichonta
- Trichoterga
- Trizygia
- Xenoplatyura
- Zygomyia
- Zygophronia

## Galería

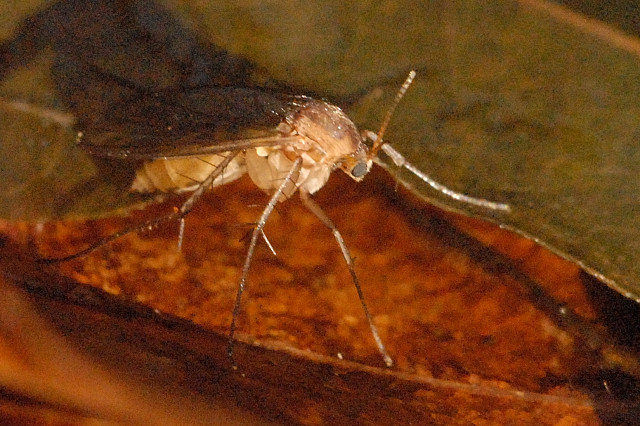
Mycetophila fungorum (De Geer, 1776)
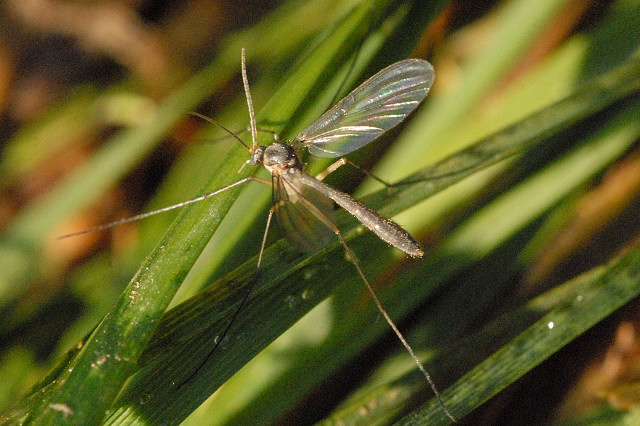
Neoempheria pictipennis (Haliday, 1833)
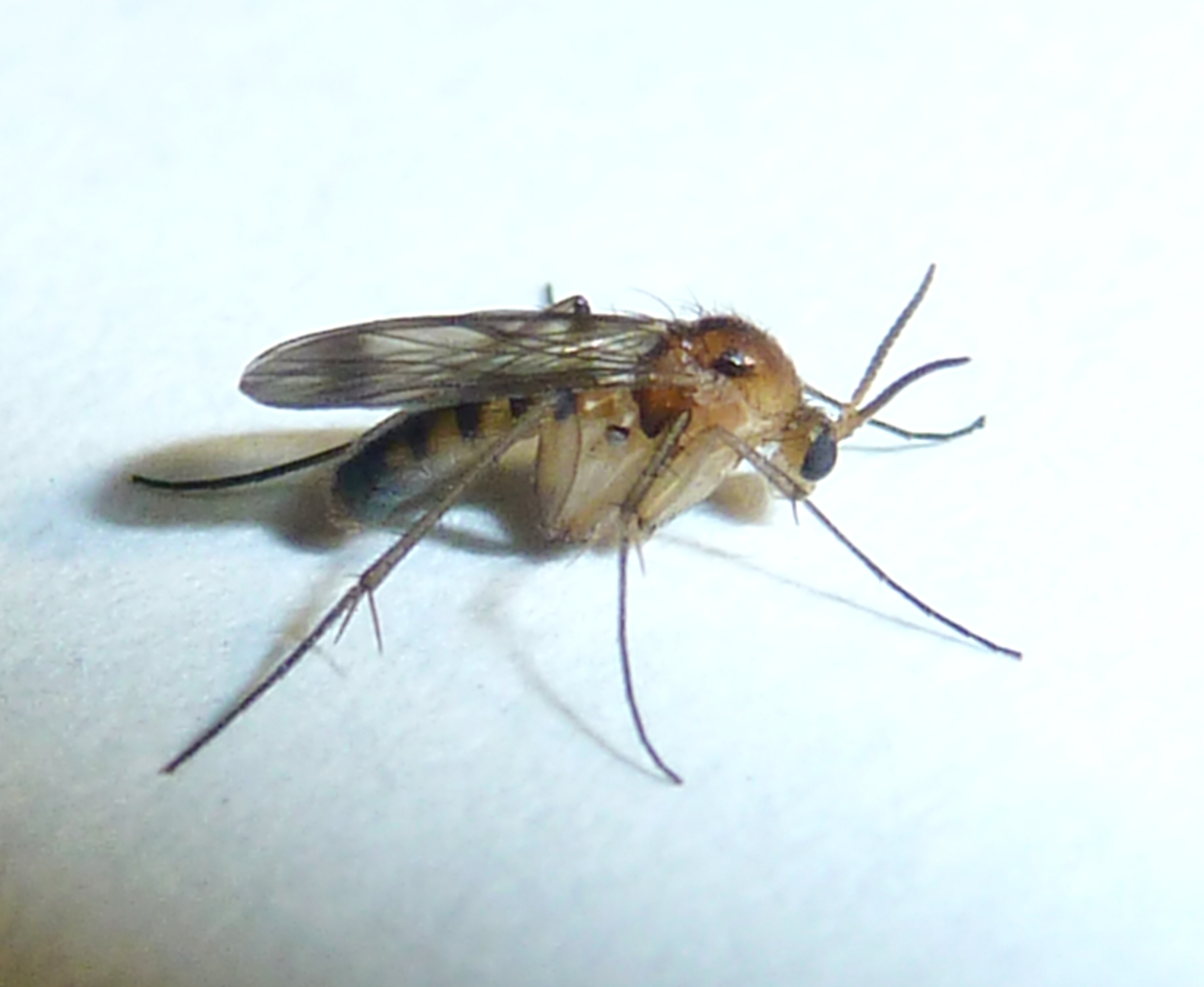
Mycetophila sp.
- Sceptonia sp.
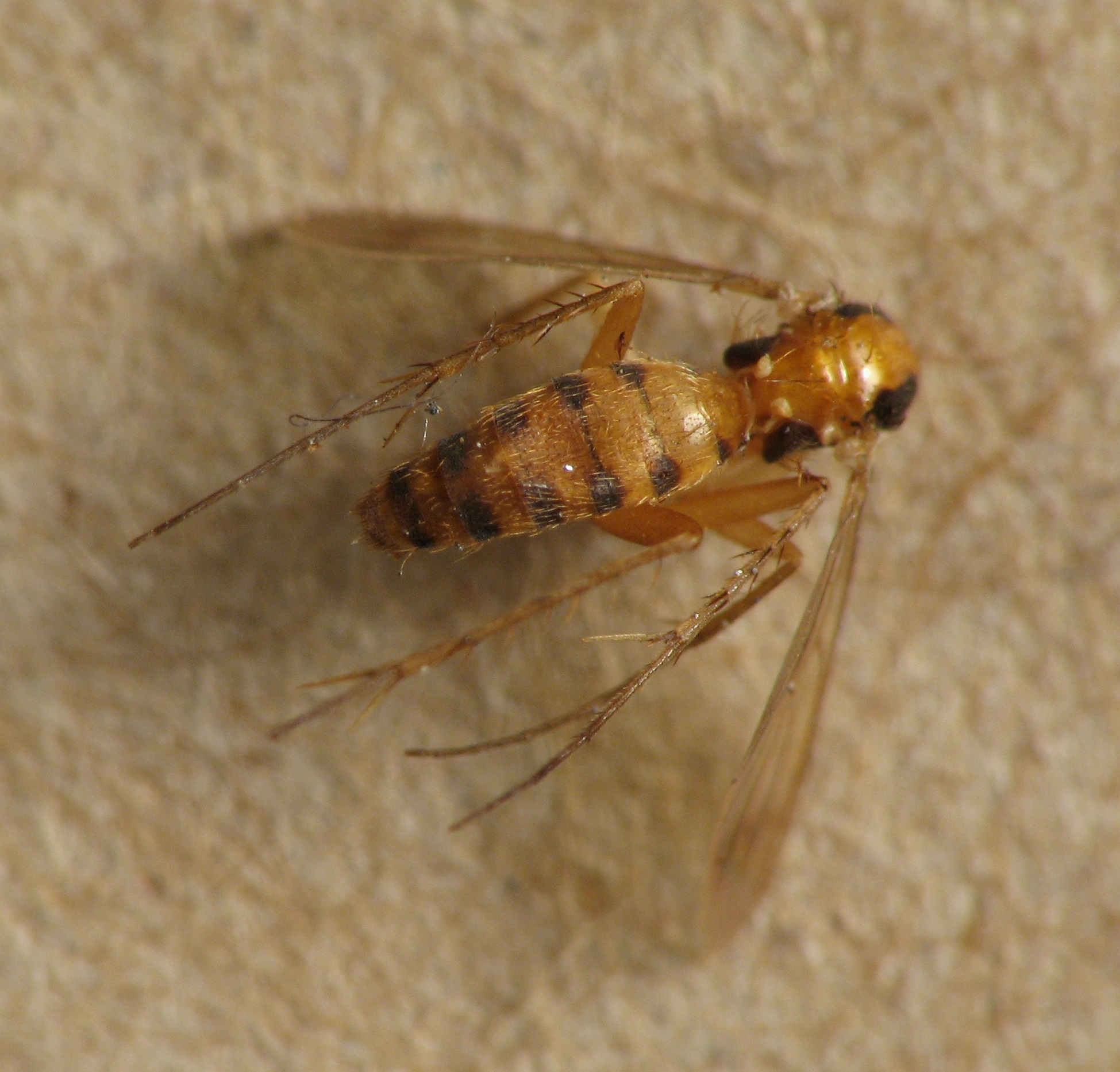
Leia bivittata
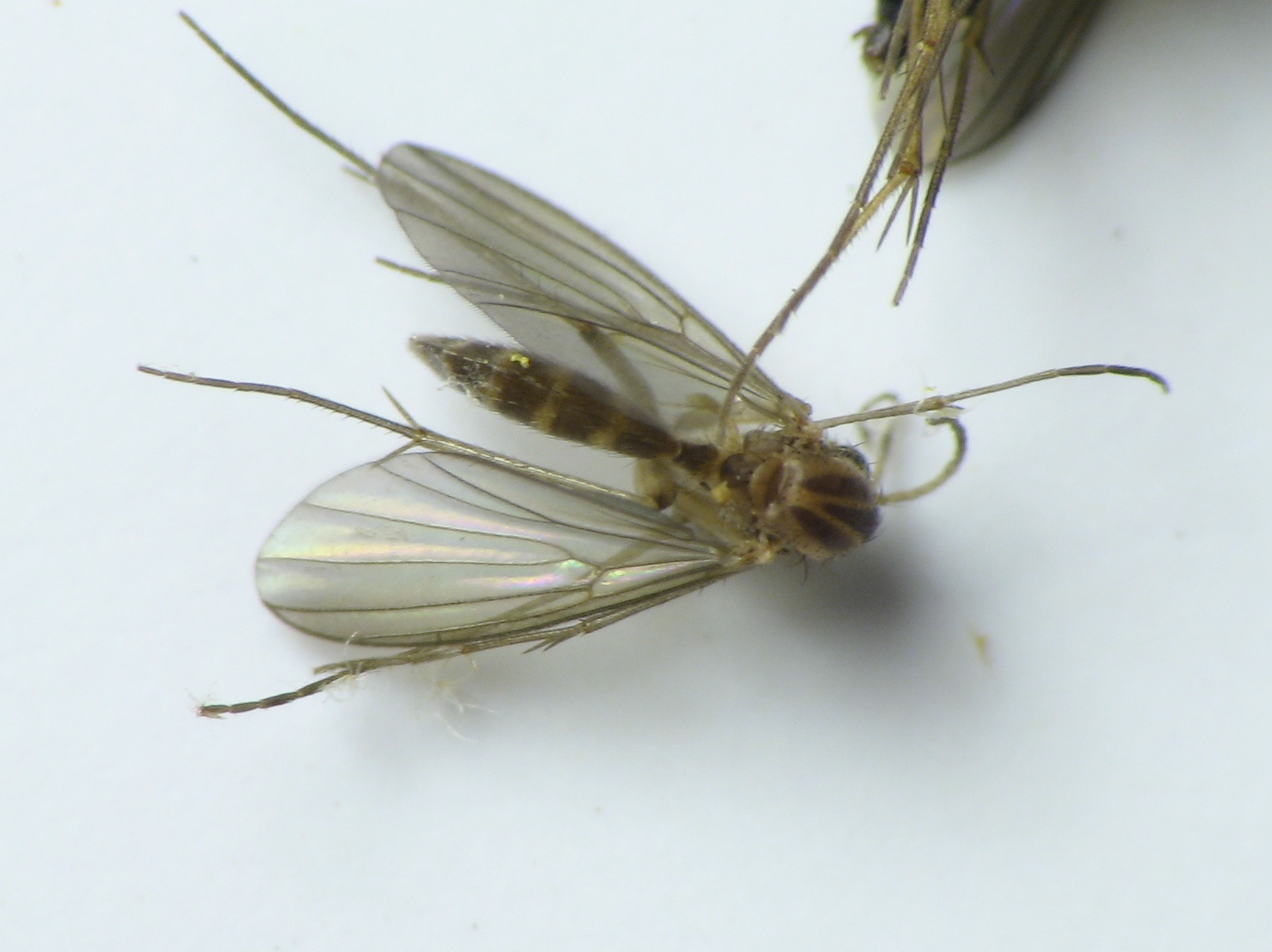
Trichonta sp.
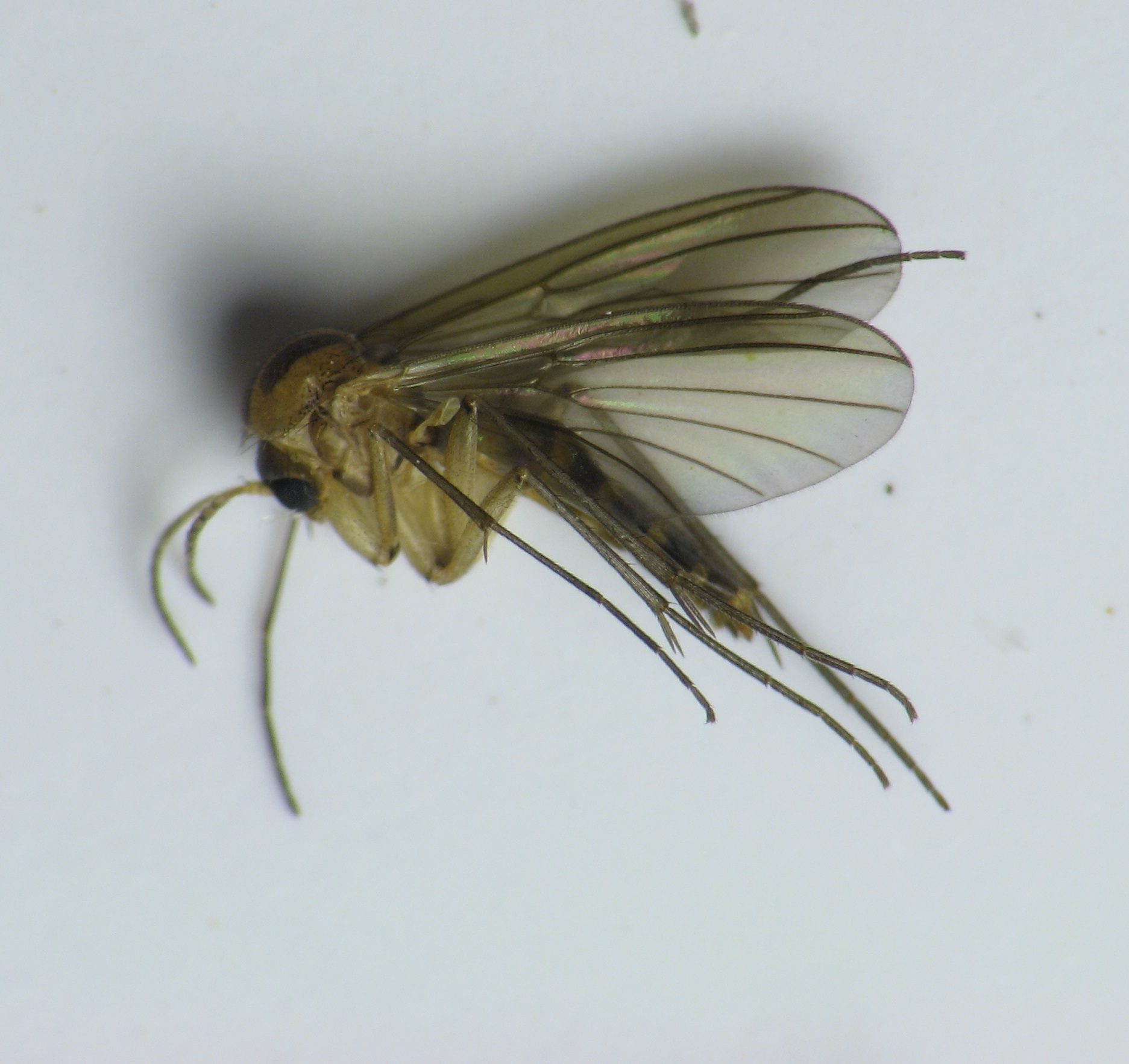
Trichonta sp.
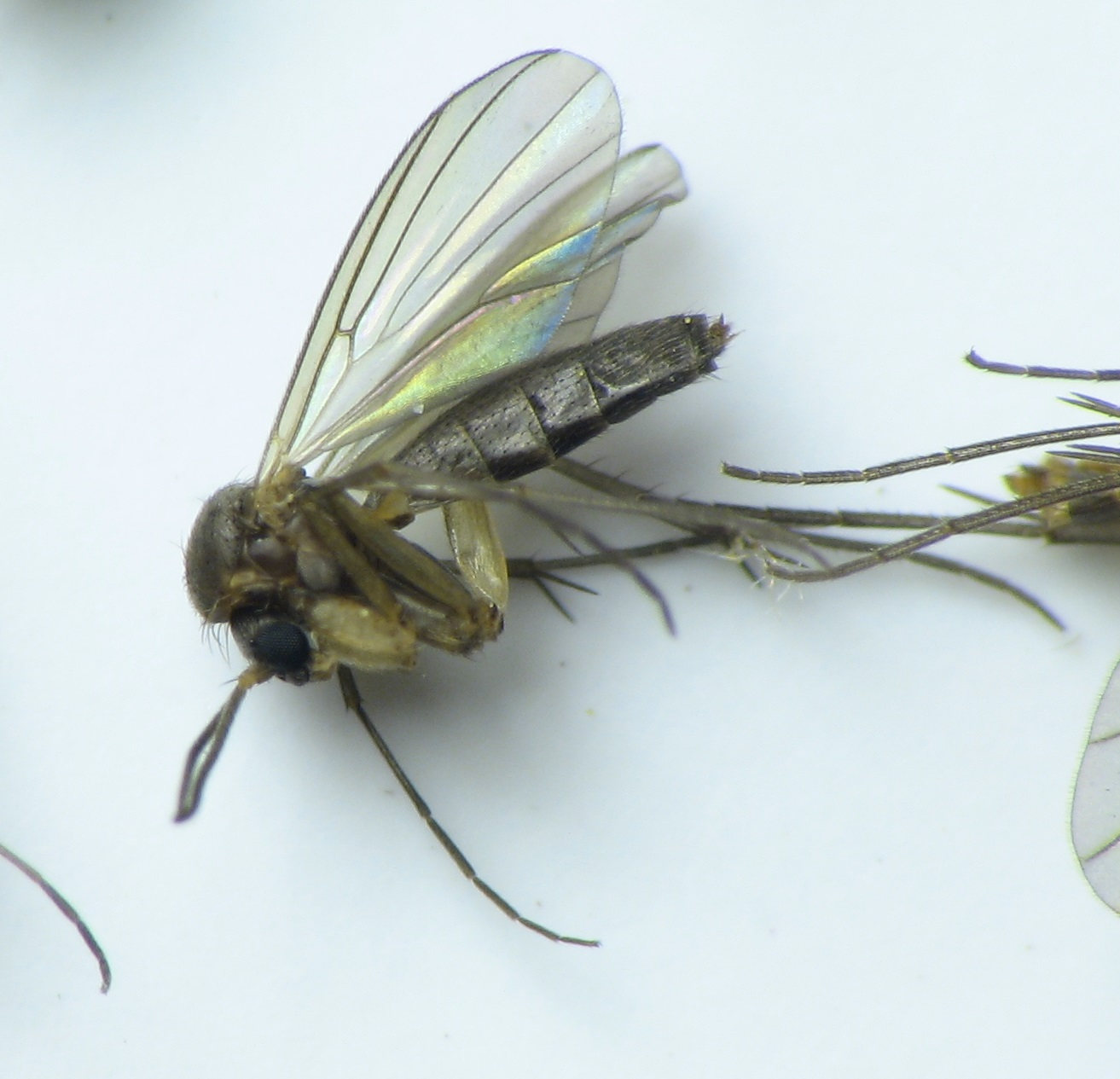
Phronia sp., hembra